# Kanton Privas
Privas is een kanton van het Franse departement Ardèche. Het kanton maakt deel uit van het arrondissement Privas.

## Gemeenten

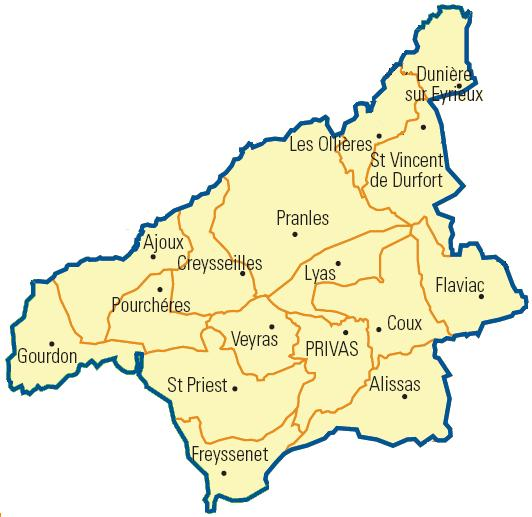
Ligging van gemeenten in het kanton vóór 2015

Het kanton Privas omvatte tot 2014 de volgende 16 gemeenten:
- Ajoux
- Alissas
- Coux
- Creysseilles
- Dunière-sur-Eyrieux
- Flaviac
- Freyssenet
- Gourdon
- Lyas
- Les Ollières-sur-Eyrieux
- Pourchères
- Pranles
- Privas (hoofdplaats)
- Saint-Priest
- Saint-Vincent-de-Durfort
- Veyras

Na de herindeling van de kantons bij decreet van 20 februari 2014, met uitwerking op 22 maart 2015, omvat het kanton volgende 15 gemeenten : 
- Ajoux
- Alissas
- Chomérac
- Coux
- Creysseilles
- Flaviac
- Freyssenet
- Gourdon
- Lyas
- Pourchères
- Pranles
- Privas
- Rochessauve
- Saint-Priest
- Veyras